# Bourgtheroulde-Infreville
Bourgtheroulde-Infreville je francouzská obec v departementu Eure v regionu Normandie. V roce 2009 zde žilo 2 884 obyvatel. Je centrem kantonu Bourgtheroulde-Infreville.